# Championnat d'Irlande de football 1957-1958
Navigation
Édition précédente Édition suivante
Le Championnat d'Irlande de football 1957-1958 est la trente-septième saison du championnat d'Irlande. Drumcondra Football Club, issu d'un quartier de Dublin, remporte le titre pour la troisième fois.
Cork Athletic Football Club quitte le championnat et est remplacé par une autre club de la même ville : Cork Hibernians Football Club.

## Les 12 clubs participants
- Bohemian Football Club
- Cork Hibernians Football Club
- Drumcondra Football Club
- Dundalk Football Club
- Evergreen United Football Club
- Limerick Football Club
- St. Patrick's Athletic Football Club
- Shamrock Rovers Football Club
- Shelbourne Football Club
- Sligo Rovers Football Club
- Transport Football Club
- Waterford United Football Club

## Compétition

### Classement
| Rang | Équipe                    | Pts | J  | G  | N | P  | Bp | Bc | Diff |
| ---- | ------------------------- | --- | -- | -- | - | -- | -- | -- | ---- |
| 1    | Drumcondra FC             | 33  | 22 | 15 | 3 | 4  | 51 | 23 | +28  |
| 2    | Shamrock Rovers T         | 31  | 22 | 15 | 1 | 6  | 55 | 26 | +29  |
| 3    | Evergreen United          | 29  | 22 | 13 | 3 | 6  | 53 | 30 | +23  |
| 4    | St. Patrick's Athletic FC | 26  | 22 | 10 | 6 | 6  | 45 | 32 | +13  |
| 5    | Shelbourne FC             | 25  | 22 | 11 | 3 | 8  | 41 | 29 | +12  |
| 6    | Waterford United          | 23  | 22 | 10 | 3 | 9  | 43 | 37 | +6   |
| 7    | Limerick FC               | 19  | 22 | 7  | 5 | 10 | 31 | 40 | -9   |
| 8    | Dundalk FC                | 17  | 22 | 7  | 3 | 12 | 36 | 46 | -10  |
| 9    | Bohemian FC               | 16  | 22 | 6  | 4 | 12 | 36 | 52 | -16  |
| 10   | Transport FC              | 16  | 22 | 6  | 4 | 12 | 30 | 50 | -20  |
| 11   | Sligo Rovers              | 15  | 22 | 5  | 5 | 12 | 32 | 51 | -19  |
| 12   | Cork Hibernians P         | 14  | 22 | 6  | 2 | 14 | 37 | 66 | -29  |

| Légende : Qualifications et relégations | Légende : Qualifications et relégations                                |
| --------------------------------------- | ---------------------------------------------------------------------- |
|                                         | Champion d'Irlande et Coupe des clubs champions européens 1958-1959    |
|                                         | Dissolution en fin de saison et exclusion du championnat               |
|                                         | T : Tenant du titre P : Promu C : Vainqueur de la Coupe d'Irlande 1958 |

### Meilleurs buteurs
| Place             | Joueur          | Club | Buts             |
| ----------------- | --------------- | ---- | ---------------- |
| Médaille d'or     | Donal Leahy     | 16   | Evergreen United |
| Médaille d'argent | Johnny McGeehan | 15   | Transport FC     |
| Médaille d'argent | Austin Noonan   | 15   | Evergreen United |
| 4                 | Ronnie Whelan   | 14   | St. Patrick's    |
| 5                 | Jack Fitzgerald | 12   | Waterford        |

## Source
- (en) Alex Graham, Football in the Republic of Ireland : a Statistical Record 1921–2005, Soccer Books Ltd, novembre 2005, 142 p. (ISBN 978-1862231351).